# XVII Juegos Centroamericanos y del Caribe
Los XVII Juegos Centroamericanos y del Caribe se realizaron en Ponce, Puerto Rico entre el 19 y 30 de noviembre de 1993.

## Historia
A las justas asistieron 3.570 deportistas, de los cuales fueron 1.060 mujeres. Esta fue la segunda vez que Puerto Rico organizaba los Juegos, y la particularidad fue que se llevaron a cabo en tan solo 10 días, un reto para la organización que se cumplió a cabalidad.

## Participantes
Participaron 31 países los cuales se identifican: Antillas Neerlandesas, Antigua, Aruba, Bahamas, Barbados, Belice, Bermudas, Colombia, Costa Rica, Cuba, El Salvador, Granada, Guatemala, Guyana, Haití, Honduras, Islas Caimán, Islas Vírgenes (USA), Islas Vírgenes (GB), Jamaica, México, Nicaragua, Panamá, Puerto Rico, Rep. Dominicana, Santa Lucía, San Cristóbal y Nieves, San Vicente, Suriname, Trinidad & Tobago, Venezuela.

## Medallero
La tabla se encuentra ordenada por la cantidad de medallas de oro, plata y bronce.
Si dos o más países igualan en medallas, aparecen en orden alfabético. En negrita el país anfitrión 
| Núm. | País                                 | Oro | Plata | Bronce | Total |
| ---- | ------------------------------------ | --- | ----- | ------ | ----- |
| 1    | Cuba                                 | 227 | 76    | 61     | 364   |
| 2    | México                               | 66  | 106   | 68     | 240   |
| 3    | Venezuela                            | 23  | 54    | 78     | 155   |
| 4    | Puerto Rico                          | 22  | 53    | 78     | 153   |
| 5    | Colombia                             | 22  | 45    | 34     | 101   |
| 6    | República Dominicana                 | 6   | 18    | 25     | 49    |
| 7    | Costa Rica                           | 5   | 7     | 15     | 27    |
| 8    | Guatemala                            | 3   | 8     | 37     | 48    |
| 9    | Trinidad & Tobago                    | 3   | 7     | 6      | 16    |
| 10   | Surinam                              | 2   | 0     | 1      | 3     |
| 11   | Islas Vírgenes de los Estados Unidos | 1   | 1     | 2      | 4     |
| 12   | Honduras                             | 1   | 1     | 0      | 2     |
| 13   | Nicaragua                            | 1   | 0     | 5      | 6     |
| 14   | Antillas Neerlandesas                | 1   | 0     | 3      | 4     |
| 15   | Bahamas                              | 1   | 0     | 3      | 4     |
| 16   | Aruba                                | 1   | 0     | 0      | 1     |
| 17   | El Salvador                          | 0   | 2     | 9      | 11    |
| 18   | Panamá                               | 0   | 2     | 2      | 4     |
| 19   | Bermuda                              | 0   | 2     | 1      | 3     |
| 20   | Jamaica                              | 0   | 1     | 10     | 11    |
| 21   | Guyana                               | 0   | 1     | 7      | 8     |
| 22   | Haití                                | 0   | 1     | 2      | 3     |
| 23   | Islas Caimán                         | 0   | 1     | 2      | 3     |
| 24   | Barbados                             | 0   | 0     | 5      | 5     |
| 25   | Antigua y Barbuda                    | 0   | 0     | 2      | 2     |
|      | Total                                | 385 | 386   | 456    | 1227  |